# Tường cây

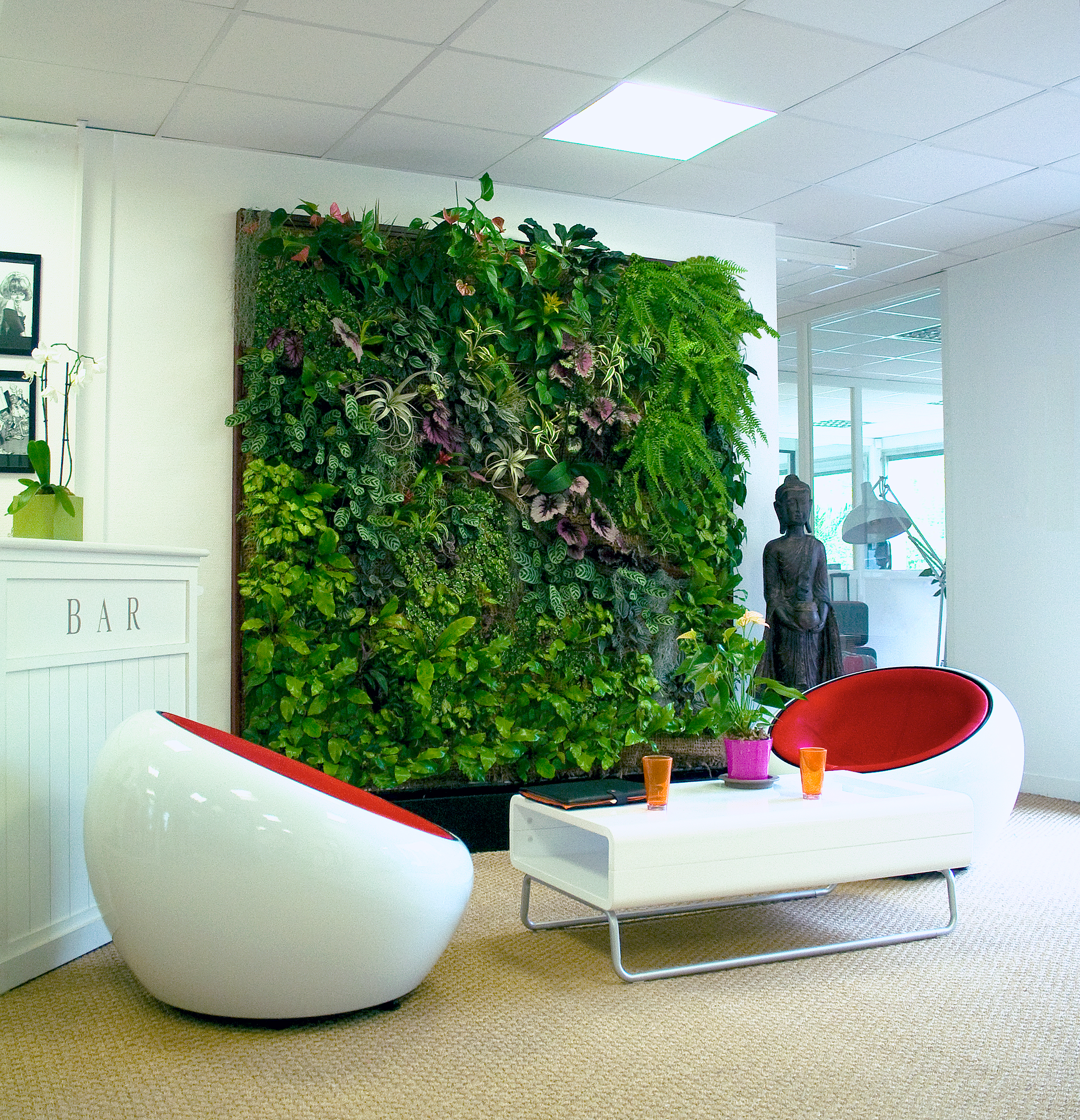
Một tường cây xanh trong nhà

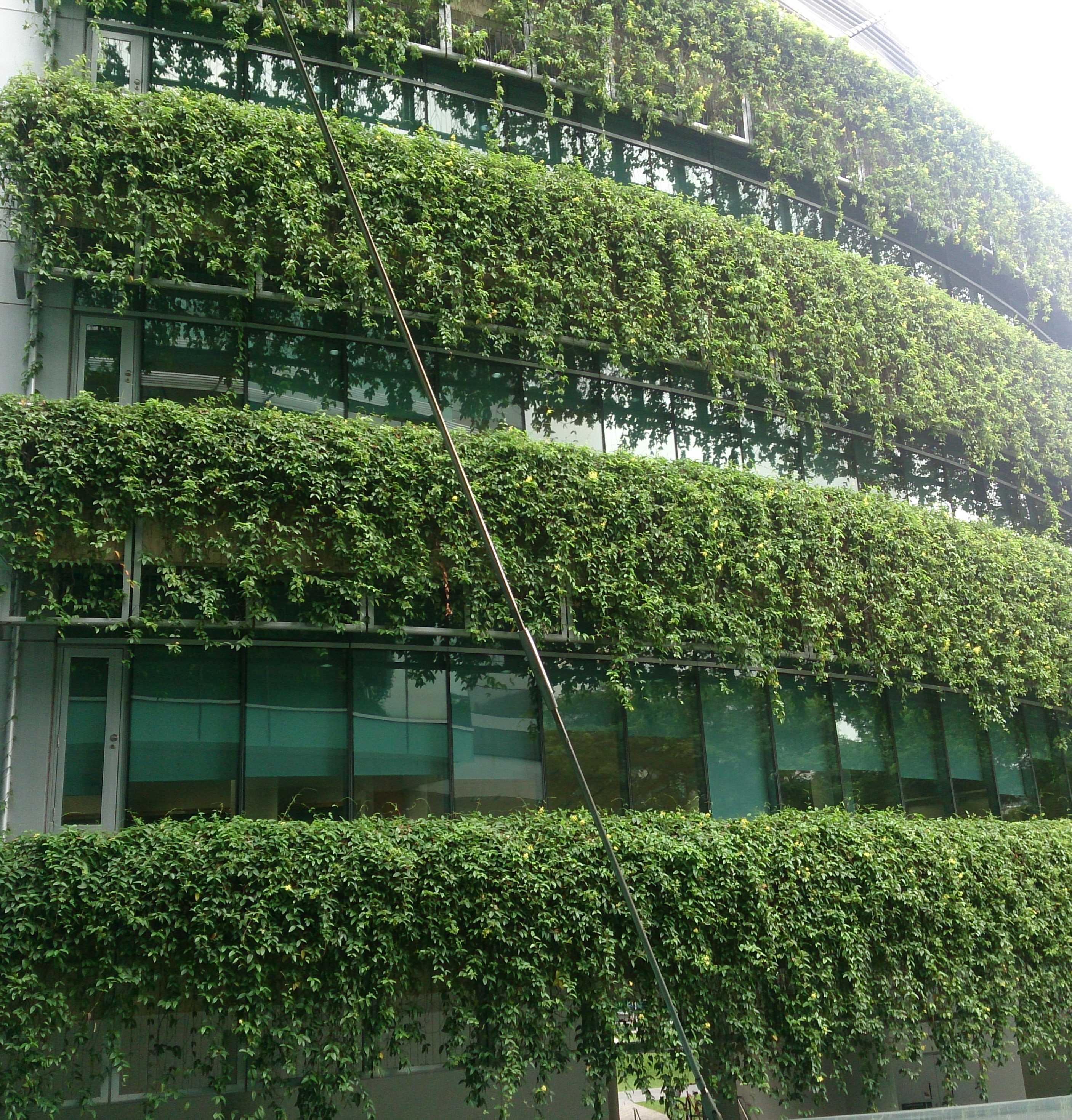
Một tường cây xanh ngoài trời

Tường cây là tường được bao phủ một phần hoặc hoàn toàn bởi thực vật bao gồm cả chất để nuôi sống cây, như là đất. Đa số các tường cây đều tích hợp hệ thống tưới cây.  Tường cây còn được biết đến như là vườn thẳng đứng.
Tường cây có một số khác biệt so với mặt tiền cây. Tường xanh có các công cụ hỗ trợ cho bề ngoài bức tường (như đã liệt kê ở trên), trong khi đó, mặt tiền cây chỉ có đất ở phần chân tường (thường trong một thùng chứa hoặc trên mặt đất) và hỗ trợ cho các loại cây leo lên bề mặt tường để tạo một mặt tiền xanh.
Tường cây có thể được đặt trong nhà hoặc ngoài trời, tự đứng hoặc gài vào một bức tường có sẵn, và có rất nhiều kích cỡ khác nhau. Năm 2015, bức tường cây lớn nhất bao phủ 2,700 mét vuông (29,063 feet vuông) được đặt tại Trung tâm Hội nghị Los Cabos (Los Cabos International Convention Center), tòa nhà được thiết kế bởi kiến trúc xư người Mexico Fernando Romero dành cho hội nghị 2012 G-20 Los Cabos.
Tường cây khá phổ biến trong thời gian gần đây. Trong 61 tường cây ngoài trời quy mô lớn được liệt kê bởi greenroof.com, 80% trong số đó được thi công trong hoặc sau năm 2009 và 93% được xây dựng trước 2007.
Rất nhiều tường cây được xây bởi các tổ chức và trong những địa điểm công cộng như sân bay trở nên phổ biến, và có tác dụng tăng tính thẩm mỹ. Ví dụ như: Sân bay quốc tế Edmonton (Edmonton International Airport), Canada; Sân bay Changi, Singapore (Singapore Changi Airport) & Sân bay quốc tế Chhattrapati Shivaji, Mumbai, India.
Trong khi Patrick Blanc đôi khi được coi là đã phát triển khái niệm tường cây trong cuối thập niên 1980, nhưng nhà sáng tạo thực sự là Stanley Hart White, Giáo sư Kiến Trúc Cảnh Quan, người được công nhận sáng chế vườn cây vào năm 1938.

## Phân loại

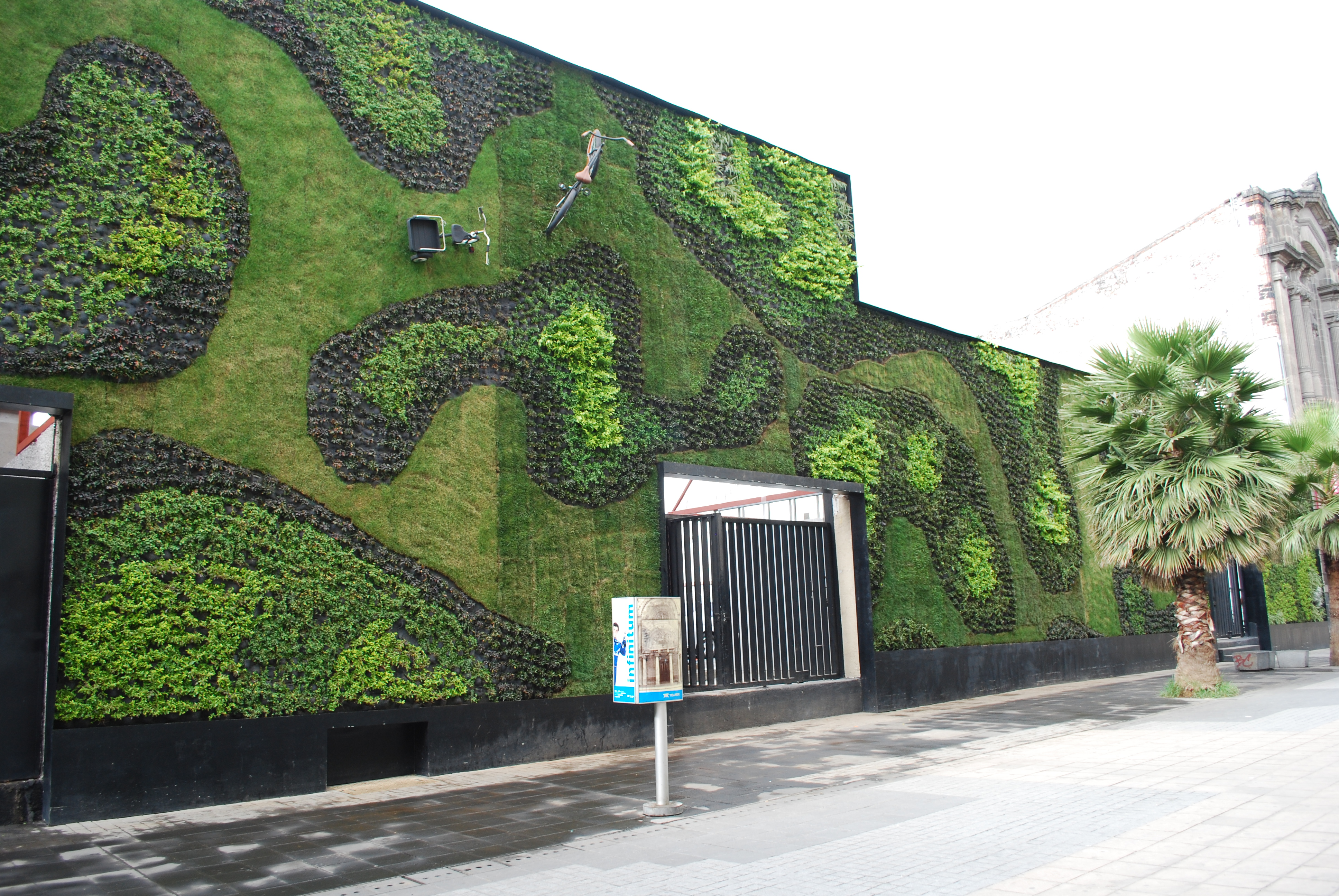
Tường cây tại Universidad del Claustro de Sor Juana trong trung tâm lịch sử của thành phố Mexico.

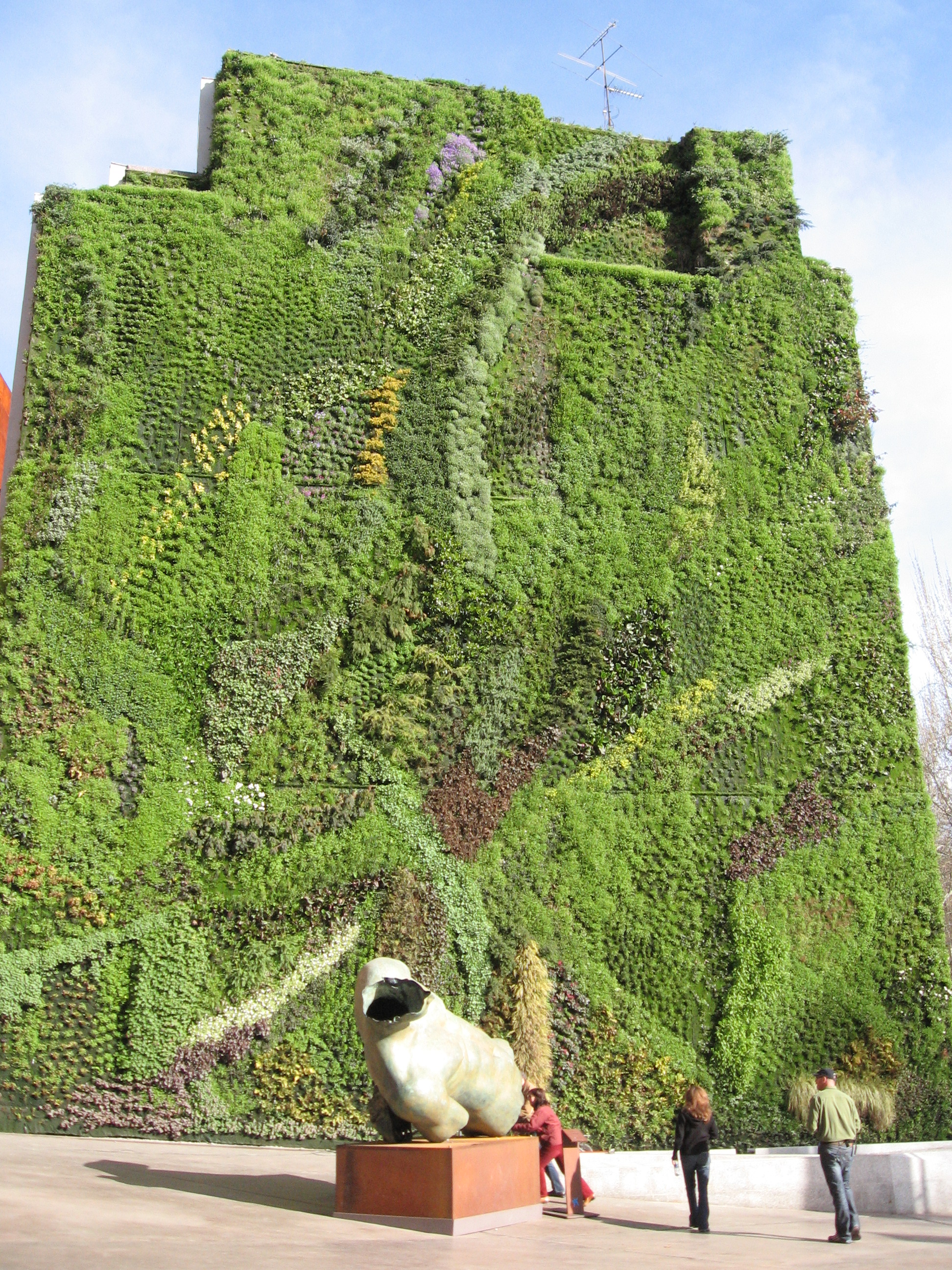
Một tường cây xanh được thiết kế bởi Patrick Blanc tại Hội nghị Caixa, gần trung tâm Atocha, Madrid.

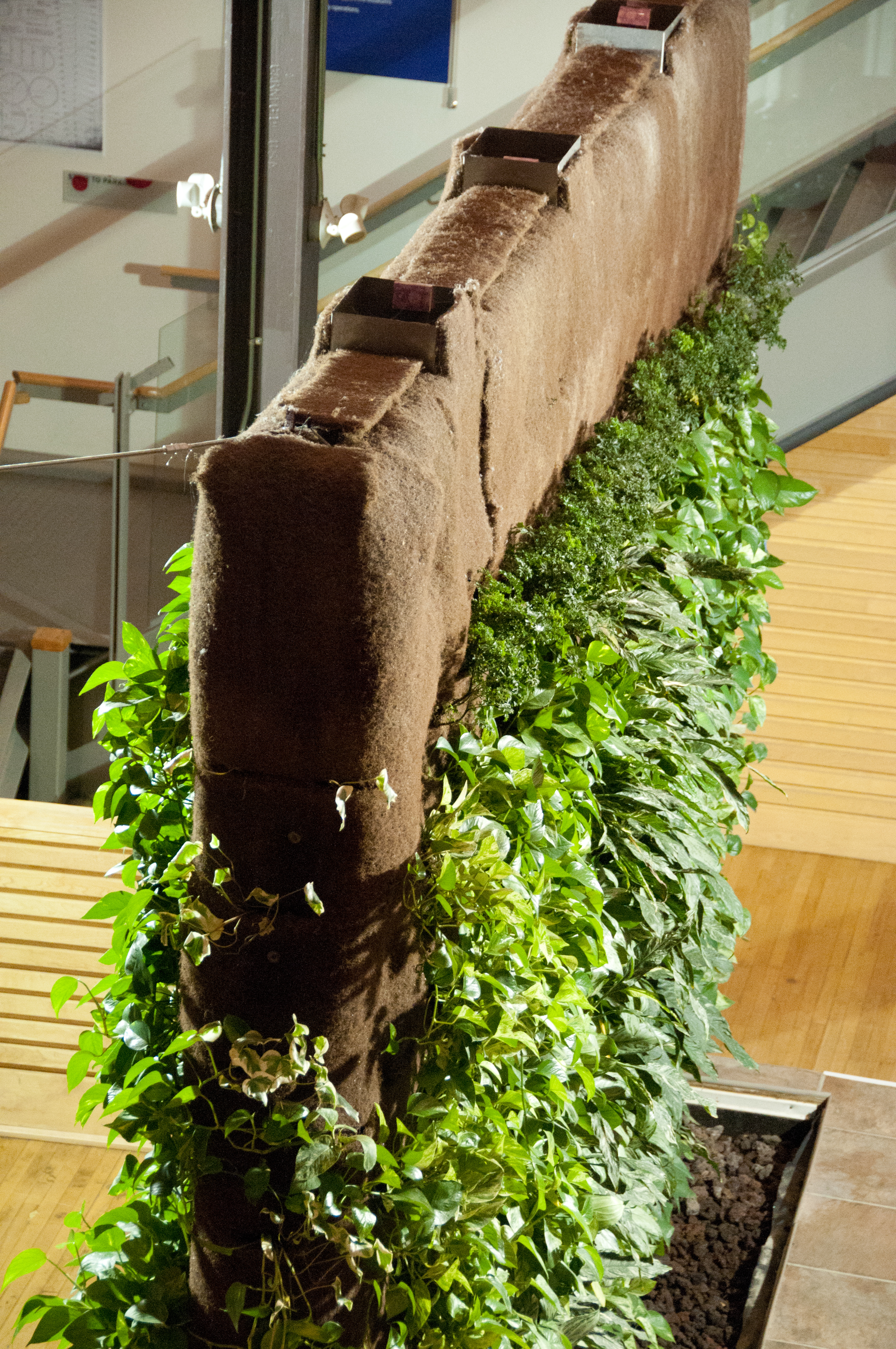
Một tường cây tại Kitchener, Ontario, Canada

Tường cây thường được xây dựng theo dạng các tấm mô đun để giữ các chất nuôi sống cây và có thể phân loại theo chất nuôi cây: dạng rời, dạng tấm, và dạng có cấu trúc.

### Dạng rời
Tường cây dạng rời thường có hệ thống chứa đất trong túi hoặc hộp.  Các hệ thống dạng rời các ngăn để chứa các túi hoặc hộp đất, và được lắp thẳng vào tường.  Các hệ thống loại này cần thay đất ít nhất 1 năm 1 lần cho các tường ngoài trời, và 2 năm 1 lần cho tường trong nhà. Tường dạng rời không thích hợp cho các khu vực có hoạt động địa chấn.  Quan trọng hơn nữa, bởi vì đất của tường dạng rời dễ dạng bị gió hoặc mưa thổi bay, vì vậy không nên xây tường dạng này cao hơn 2,5 mét.  Có một số hệ thống tường xanh ở châu Á giải quyết vấn đề này bằng cách sử dụng hệ thống che chắn để giữ đất, thậm chí dùng hóa lỏng đất khi có hoạt động địa chấn.  Trong các hệ thống này, rễ cây vẫn có thể phát triển khi sử dụng đất dạng lỏng, và vì vậy, cây cần được giữ để không bị rơi do rễ cây không đủ sức để hỗ trợ toàn bộ cây.  Tường cây dạng rời sử dụng đất lỏng phù hợp cho những ai muốn thay đổi loại cây sau mỗi mùa hoặc mỗi năm.

### Dạng tấm
Tường cây dạng tấm thường là sợi xơ hoặc chiếu. Đất trong dạng tấm thường rất mỏng, và cho dù có nhiều lớp, và khó có thể hỗ trợ được rễ của cây trưởng thành khi đó rễ sẽ bao phủ hết tấm và nước sẽ không thể thẩm thấu qua các tấm. Để khắc phục vấn đề này, người ta thường cắt và thay thế các tấm bằng các tấm mới sau một thời gian sử dụng.  Quá trình này thường để lộ rễ cây, gây ảnh hưởng đến cây và các cây xung quanh.  Hệ thống dạng này thường được sử dụng trong nhà ở các khu vực có ít hoạt động địa chất và dùng các cây nhỏ để không tạo sức nặng lớn, làm rách các tấm đất.  Nên lưu ý rằng dạng tâm thường không hiệu quả trong việc tưới tiêu do khả năng giữ nước kém.  Do đó, tường dạng này cần có một hệ thống điều tiết nước riêng.  Tường dạng tấm phù hợp cho các thiết kế nhỏ, cao không quá 2,5 mét, và phù hợp với các nơi có thể dễ dàng sửa chữa.

### Dạng cấu trúc
Tường cây dạng cấu trúc thường bao gồm các khối không phải dạng rời lẫn dạng tấm, và được tích hợp các đặc tính tốt nhất của cả hai vào một khối có thể sản xuất theo nhiều hình dáng, kích thước.  Lợi thế của tường dạng này là khó hỏng trong vòng từ 10 đến 15 năm, có thể giữ nước nhiuề hoặc ít hơn tùy theo loại cây, có thể kiểm soát độ pH và EC tùy theo loại cây, dễ dàng sửa chữa và thay thế.
Có một số ý kiến bàn luận về tường cây sống "chủ động".  Một tường cây sống chủ động lấy hoặc đẩy không khí qua tán lá, rễ qua tường, vào hệ thống thông gió của tòa nhà. Vấn đề của hệ thống này là tòa nhà vẫn cần có một hệ thống lọc không khí.  Điều này có nghĩa là một tường cây sống không thể tăng chất lượng không khí đến một điểm mà có thể loại bỏ hệ thống lọc không khí để tiết kiệm chi phí.  Vì vậy, chi phí tăng thêm để thiết kế, xây dựng hệ thống loại này vẫn gặp nhiều tranh cãi.
Các vấn đề về chất lượng không khí và cây xanh vẫn đang được tiếp tục nghiên cứu.  Các nghiên cứu đầu tiên được thực hiện bao gồm cả nghiên cứu của NASA trong những năm 1970 và 1980 bởi B.C. Wolverton.  Cũng có một nghiên cứu được thực hiện tại Đại học Guelph bởi Alan Darlington.  Các nghiên cứu khác đã cho thấy ảnh hưởng của cây trồng đối với các nhân viên văn phòng..

## Tính năng

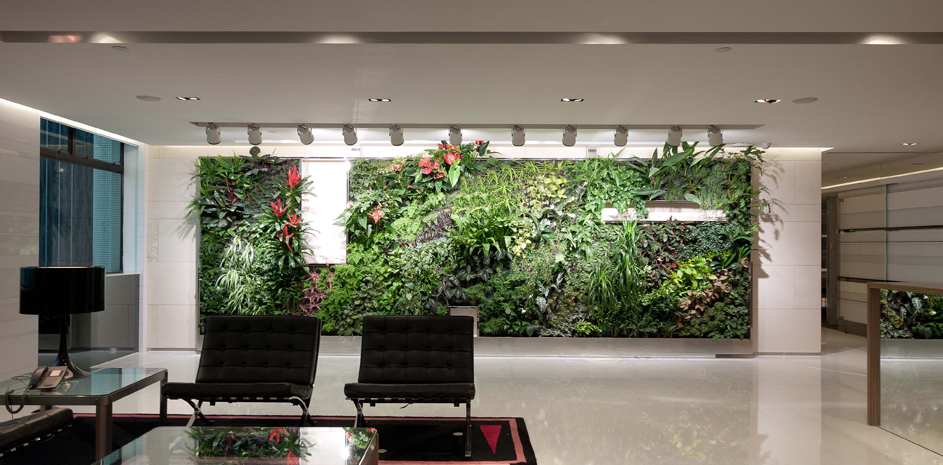
Một tường cây trong văn phòng tại Hong Kong.

Tường cây thường được tìm thấy tại khu vực đô thị và cây thường được dùng để giảm nhiệt độ cho tòa nhà. "Nguyên nhân chính của sự gia tăng nhiệt trong thành phố là do sự cô lập, hấp thụ nhiệt lượng của bức xạ mặt trời ở đường phố và tòa nhà trong thành phố, sự lưu nhiệt của vật liệu tòa nhà và sự tỏa nhiệt sau đó. Cây trồng ở bề mặt, là kết quả của đối lưu không khí, không tăng 4–5 °C so với môi trường xung quanh, và đôi khi còn mát hơn."
Tường cây còn được sử dụng để tái sử dụng nước. Cây có thể làm sạch nước bị ô nhiễm nhẹ bằng cách hập thụ các chất trong nước. Vi khuẩn chuyển hóa các thành phần hữu cơ để cây có thể hấp thu được.  Một nghiên cứu đang được thực hiện tại Trường Bertschi ở Seattle, Washington sử dụng hệ thống GSky Pro Wall, tuy nhiên, không có một dữ liệu nào được công bố cho đến thời điểm hiện tại.
Tường sống thường phù hợp với thành phố, nơi mà những bức tường thẳng đứng được tận dụng. Tuy nhiên, tường sống cũng thích hợp với khu vực khô cằn, do nước chảy trên tường thẳng đứng sẽ ít bị bốc hơn so vơi vườn ngang.
Các bức tường xanh cũng có thể hoạt động cho nông nghiệp đô thị, vườn tược trong thành phố, hoặc như một dạng nghệ thuật. Đôi khi tường cây còn được xây dựng trong nhà để loại bỏ bệnh văn phòng.